# John Kemp Starley
Pour les articles homonymes, voir Kemp.
John Kemp Starley ou John K. Starley est un inventeur et industriel anglais, né le 14 décembre 1854 à Walthamstow (actuel borough londonien de Waltham Forest), mort le 29 octobre 1901 à Coventry à l'âge de 46 ans.
Neveu de l'inventeur James Starley, il est habituellement considéré comme l'un des inventeurs de la bicyclette moderne, dotée d'une courroie à chaîne et de deux roues de diamètres égaux ou voisins, par opposition au grand bi antérieur, moins stable.

## Biographie
En 1884, il met au point une « bicyclette de sécurité » au sein de son entreprise Starley & Sutton Co. Le brevet de cette bicyclette, conçue comme un véhicule à propulsion (la roue arrière est motrice) est déposé le 30 janvier 1885, sous le titre Improvements in roller bearings for velocipedes, carriages, or like light vehicles or light machinery. La société de John Kemp Starley changera de nom en 1889, pour devenir la J. K. Starley & Co. Ltd puis, à la fin des années, Rover Cycle Company Ltd, noyau du futur MG Rover Group.
La production de motocyclettes et d'automobiles démarre, au sein de la société, peu après le décès soudain de John Kemp Starley en 1901.